# Воля-Ружанецька
Воля-Ружанецька (пол. Wola Różaniecka) — село в Польщі, у гміні Тарногород Білґорайського повіту Люблінського воєводства.
Населення — 757 осіб (2011).
У 1975-1998 роках село належало до Замойського воєводства.

## Демографія
Демографічна структура станом на 31 березня 2011 року:
|          | Загалом | Допрацездатний вік | Працездатний вік | Постпрацездатний вік |
| -------- | ------- | ------------------ | ---------------- | -------------------- |
| Чоловіки | 386     | 92                 | 247              | 47                   |
| Жінки    | 371     | 82                 | 199              | 90                   |
| Разом    | 757     | 174                | 446              | 137                  |